# Slyrs
Slyrs est une distillerie de whisky située à Schliersee, en Allemagne, dans le Land de Bavière.

## Étymologie
Le nom "Slyrs" est une dérivation pseudo-gaélique de Schliers, dénomination courante donnée par les autochtones à la commune de Schliersee.

## Histoire
La distillerie, située dans le quartier de Neuhaus, a été fondée en 1999 par Florian Stettner, qui avait à l'origine une formation de brasseur de bière.

## Production

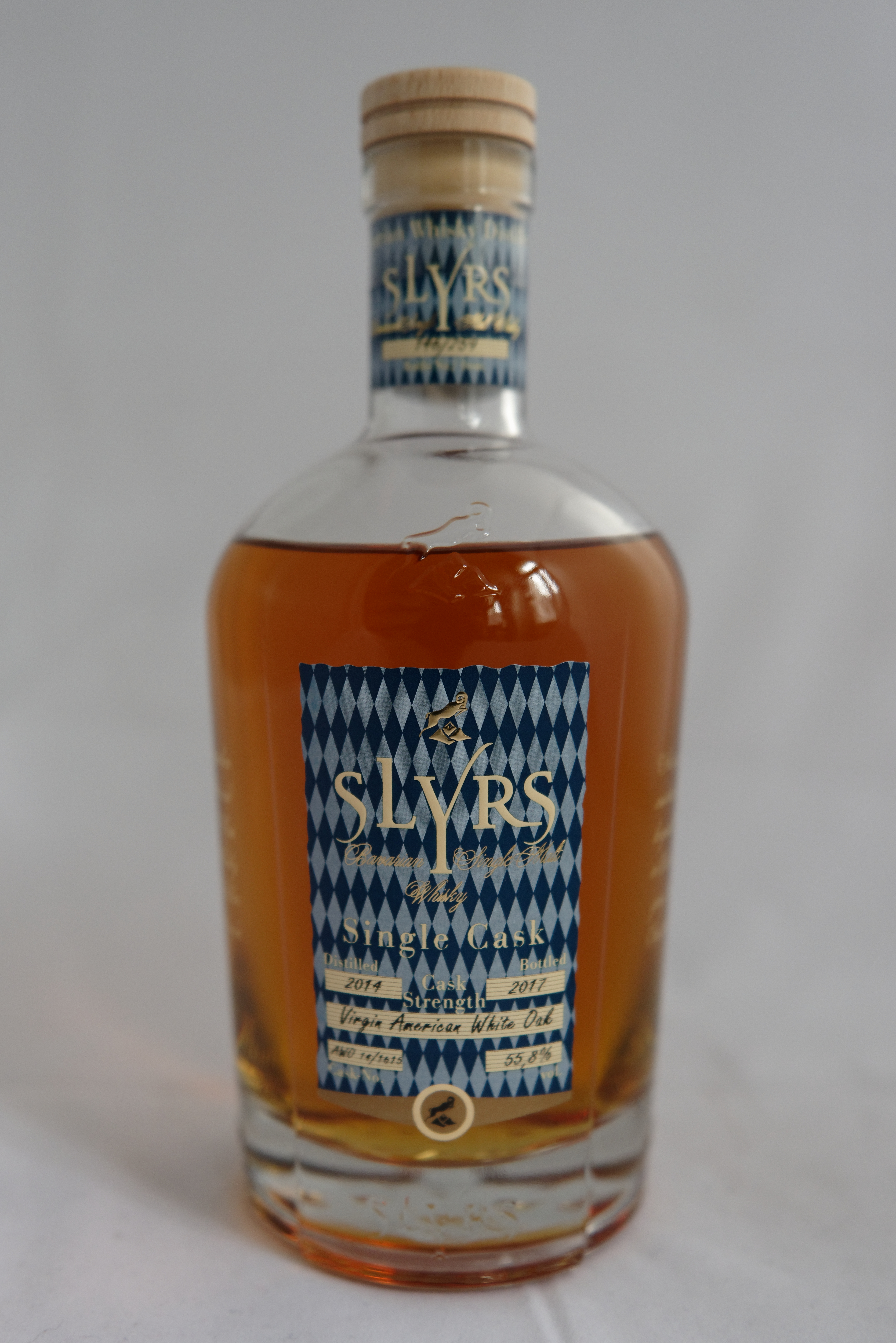
Slyrs Single Cask, 55,8 vol, 3 ans d'âge

Les volumes de production sont faibles et seule une édition limitée est mise chaque année sur le marché. La marque Slyrs est essentiellement vendue sur place, dans le cadre de visites guidées, et dans certains commerces spécialisés. À partir de 2015 il est prévu de commercialiser une version "12 ans d'âge" en plus de la version actuelle "3 ans d'âge". 
Le "Slyrs Bavarian Single Malt Whisky" est distillé selon le procédé Pot-Still dans des alambics en cuivre d'une contenance de 1 500 litres et est stocké dans des barriques en chêne américain de 225 litres. La matière première est du malt d'orge, en partie fumé avec du bois de bouleau.
La distillerie fabrique les produits suivants :
- Slyrs 3 Jahre 43 % vol. (Single Malt 3 ans d'âge)
- Slyrs Whisky-Liqueur, une liqueur élaborée à partir du whisky précédent, dilué avec de l'eau à 30 % vol., et aromatisée avec du miel, de la vanille et du caramel.